# ایلتایوو
ایلتایوو (انگلیسی: Iltayevo) یک شهرک در شهرستان سالاواتسکی استان باشقیرستان کشور روسیه است.